# نادي سلوتسك
نادي سلوتسك لكرة القدم (بالبيلاروسية: ФК Слуцк) نادي كرة قدم بيلاروسي يلعب في الدوري البيلاروسي الممتاز. تم تأسيس النادي في عام 1998.

## روابط خارجية
- FC Slutsk